# Hrby
Hrby je název vrchu, který se nachází na hranici Jihočeského a Středočeského kraje, asi 80 kilometrů jižně od Prahy, 20 kilometrů severně od Milevska a sedm kilometrů východně od Orlické přehrady.

## Geografie
Hrby tvoří protáhlý asi dva kilometry dlouhý zalesněný hřeben. Vrch je přirozenou dominantou oblasti ležící na hranici obcí Kovářov, Klučenice, Petrovice a Krásná Hora nad Vltavou. Hrby se nacházejí na jihozápadní hranici geomorfologického celku Benešovské pahorkatiny, která náleží do Středočeské pahorkatiny.

## Zajímavosti
Na jihozápadní hraně hřebene Hrbů se nachází vesnička Onen Svět a dřevěná Langova rozhledna.